# 山梨県道114号南アルプス甲斐自転車道線
山梨県道114号南アルプス甲斐自転車道線（やまなしけんどう114ごう みなみアルプスかいじてんしゃどうせん）は、山梨県南アルプス市と甲斐市を結ぶ一般県道（自転車道）である。釜無川に沿っているので、釜無川サイクリングロード（かまなしがわサイクリングロード）とも呼ばれている。

## 概要

### 路線データ
- 起点：山梨県南アルプス市東南湖（三郡橋西詰＝国道140号交点）
- 終点：山梨県甲斐市竜王（国道20号交点）

## 通過する自治体
- 山梨県
  - 南アルプス市 - 中央市 - 南アルプス市 - 甲斐市

## 交差・接続する道路
- 国道140号（三郡橋西詰）
- 山梨県道12号韮崎南アルプス中央線旧道（南アルプス市・浅原橋西詰）
- 山梨県道12号韮崎南アルプス中央線新道（南アルプス市・釜無川大橋西詰）
- 山梨県道5号甲府南アルプス線（南アルプス市 - 甲斐市・開国橋）
- 山梨県道116号臼井阿原竜王線（甲斐市・開国橋東詰 - 信玄橋東詰）
- 山梨県道20号甲斐早川線（甲斐市・信玄橋東詰）
- 国道20号（終点）

## 安全性
道も整備されていて、日中は明るく人通りも多いため、基本的に安全で、サイクリングロードに沿って歩いていれば、交通事故にも遭わないが、一部分にはスプレーなどによる落書きもあり、「夜間は防犯上大変危険なので、絶対に通行はやめましょう」と赤く記された立て札が存在しているらしい。